# Мали Лапаш
Мали Лапаш (словац. Malý Lapáš) — село, громада округу Нітра, Нітранський край. Кадастрова площа громади — 3.22 км². Протікає річка Кадань.
Населення 1074 особи (станом на 31 грудня 2018 року).

## Історія
Мали Лапаш згадується 1394 року.

## Населення
| Рік:            | 1994. | 2004.    | 2014.    | 2024.     |
| --------------- | ----- | -------- | -------- | --------- |
| Кількість осіб: | 336   | 385      | 714      | 1514      |
| Різниця:        |       | +14,58 % | +85,45 % | +112,04 % |

| Рік:            | 2023. | 2024.   |
| --------------- | ----- | ------- |
| Кількість осіб: | 1492  | 1514    |
| Різниця:        |       | +1,47 % |